# کاتلین فریر

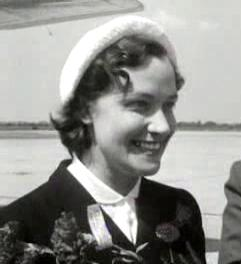
کاتلین ماری فریر.

کاتلین ماری فریر (به انگلیسی: Kathleen Mary Ferrier) (‏۲۲ آوریل ۱۹۱۲ - ۸ اکتبر ۱۹۵۳) یک خواننده انگلیسی با صدای بم زنانه (کنترآلتو) بود که شهرت جهانی یافت.
آوازهای او از ترانه‌های محلی تا آثار کلاسیک باخ، برامس، ماهلر و الگار را دربر می‌گرفت.
مرگ او از سرطان در اوج موفقیتش دوستداران موسیقی را بهت‌زده کرد به‌ویژه به این خاطر که بیماری او تا پس از مرگش از اطلاع عموم مخفی مانده بود. محبوبیت او در بریتانیا به‌ویژه به خاطر تک‌خوانی تصنیف محلی نورثومبریایی به نام «باد را به جنوب بوزان» (Blow the Wind Southerly) بود. این ترانه او سال‌ها پس از مرگش هم‌چنان از رادیوی بی‌بی‌سی پخش می‌شد.